# 吴汉圣
吴汉圣（1963年4月—），男，汉族，山东临朐人。1985年7月参加工作，1984年6月加入中国共产党。吉林工业大学热能动力工程系内燃机专业毕业。历任山西省委常委、组织部部长，中央纪委国家监委驻中央组织部纪检监察组组长，中共中央和国家机关工作委员会常务副书记等职务。现任中共第二十届中央委员，中共中央社会工作部部长。

## 生平
1985年7月本科毕业后，进入机械部科技情报所（机械工业出版社）工作，官至机械部团委常委、科技情报所团委书记（副处级）。
1991年4月，任中央国家机关工委组织部组织处助理调研员。1994年2月，任中央国家机关工委组织部组织处副处长，同年10月任新华社澳门分社人事部（组织部）副处长、办公厅秘书处副处长。1997年9月，任中央国家机关工委组织部组织处副处长，同年11月任中央国家机关工委组织部干部处处长。
2000年8月，任中央国家机关工委组织部副部长。2001年6月，任中央国家机关工委组织部副部长兼工委老龄工作办公室主任、中央国家机关纪工委委员。2003年9月，任中央国家机关工委统战（群工）部部长兼中央国家机关工会联合会常务副主席。
2007年12月，任中央国家机关工委组织部第一副部长（正局级）兼工委老龄办主任、中央国家机关纪工委委员。2009年6月，任中央国家机关工委组织部部长兼工委老龄办主任、中央国家机关纪工委委员，同年11月任中央国家机关工委委员、组织部部长兼工委老龄办主任，中央国家机关纪工委委员。
2010年11月，外放辽宁任沈阳市人民政府副市长。2013年1月，任中共沈阳市委常委，同年3月兼任市委组织部部长。2014年9月，任中共营口市委书记。2016年5月，任中共辽宁省委常委，兼任辽宁省委秘书长、省直机关工委书记。
2017年3月，任中共山西省委常委，同年4月1日任山西省委组织部部长。2018年12月，返京担任中央和国家机关工委副书记。2020年12月，任中央纪委国家监委驻中央组织部纪检监察组组长。
2022年5月，任中央和国家机关工委分管日常工作的副书记（正部长级）。同年10月，当选为中国共产党第二十届中央委员会委员。
2023年4月，卸任中央和国家机关工委分管日常工作的副书记职务。同年7月，出任新成立的中共中央社会工作部部长。